# (31148) 1997 UO8
(31148) 1997 UO8 là một tiểu hành tinh vành đai chính. Nó được phát hiện bởi Seiji Ueda và Hiroshi Kaneda ở Kushiro, Hokkaidō, Nhật Bản, ngày 23 tháng 10 năm 1997.